# Chutes de Khone
Les chutes de Khone sont un ensemble de rapides sur le Mékong, dans la province de Champasak, près de la frontière du Laos avec le Cambodge. Elles séparent les deux principaux biefs du Mékong.
La hauteur des chutes est de 21 mètres, en plusieurs rapides répartis sur environ 10 kilomètres. Ces chutes ont l'un des débits les plus importants au monde, avec un débit moyen de presque 11 000 mètres cubes par seconde et un débit maximum supérieur à 49 000 mètres cubes par seconde.
Dans la région des chutes, le Mékong se sépare en plusieurs bras et forme une multitude d'îles : Si Phan Don ou Quatre mille îles.
Les chutes de Khone abritent le poisson-chat géant du Mékong, une espèce très menacée de la famille des Pangasiidae qui serait le plus gros poisson d'eau douce du monde. Il pourrait atteindre une longueur de 3 mètres et peser jusqu'à 300 kilogrammes.
Les chutes de Khone interrompent la navigation sur le Mékong. À la fin du XIXe siècle, les explorateurs français Francis Garnier et Ernest Doudart de Lagrée firent plusieurs tentatives infructueuses pour les faire franchir à leurs canonnières. Il leur fallut construire une ligne de chemin de fer à voie étroite pour contourner l'obstacle.

## Galerie

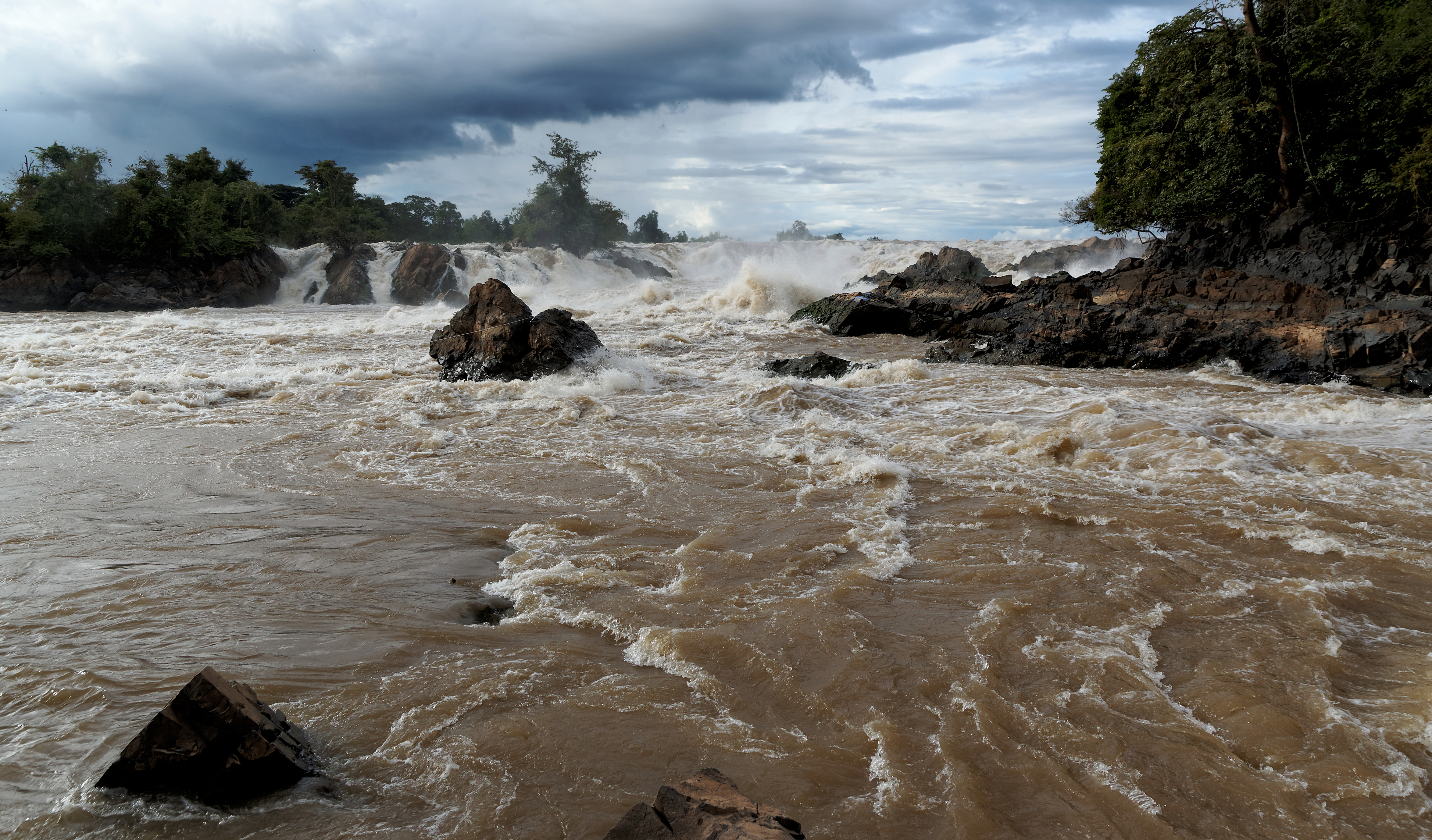
Une des chutes.
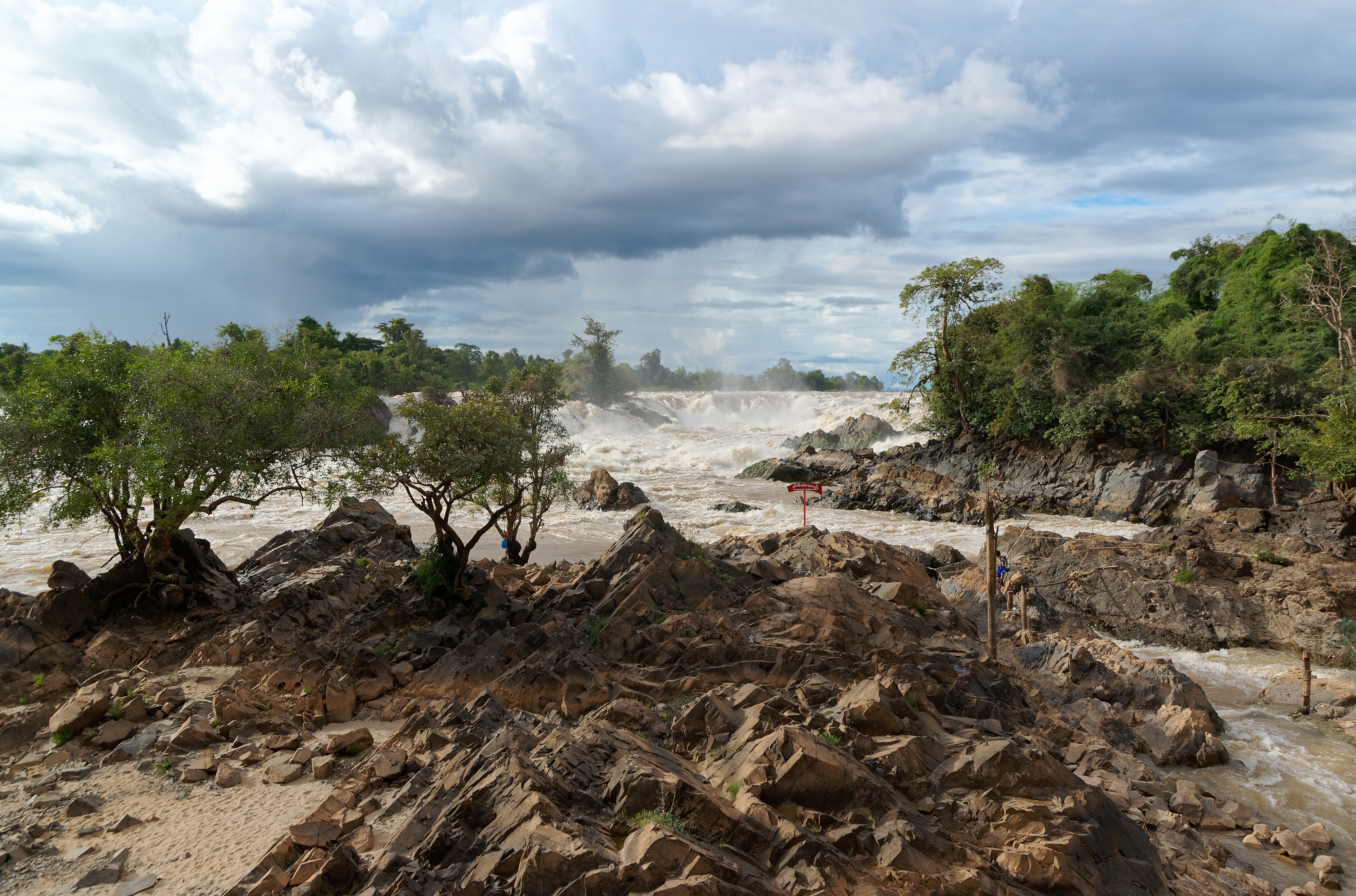
Une des chutes.
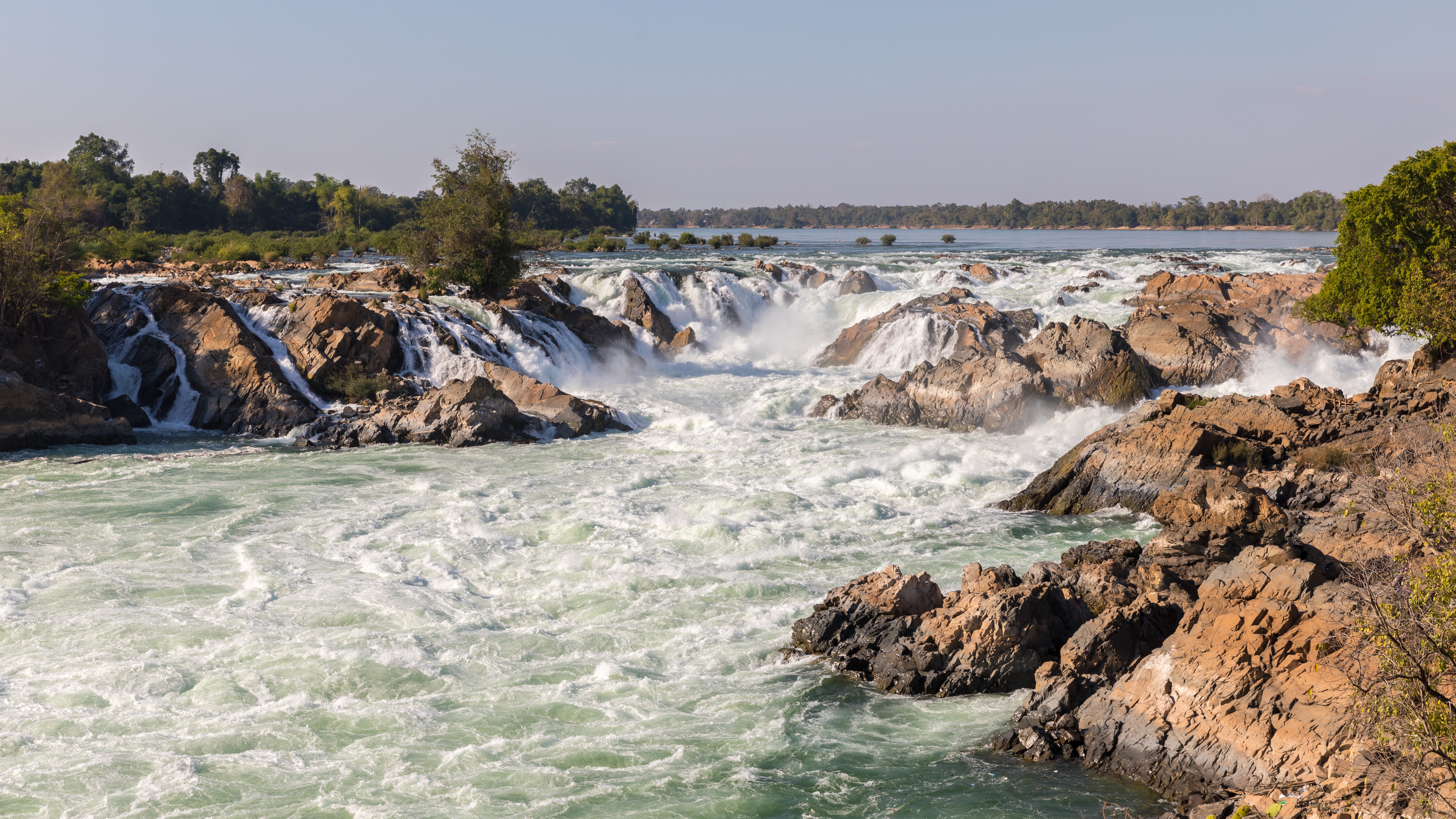
Cascades de Phapheng, un segment des 10 km de longueur que font les chutes de Khone.
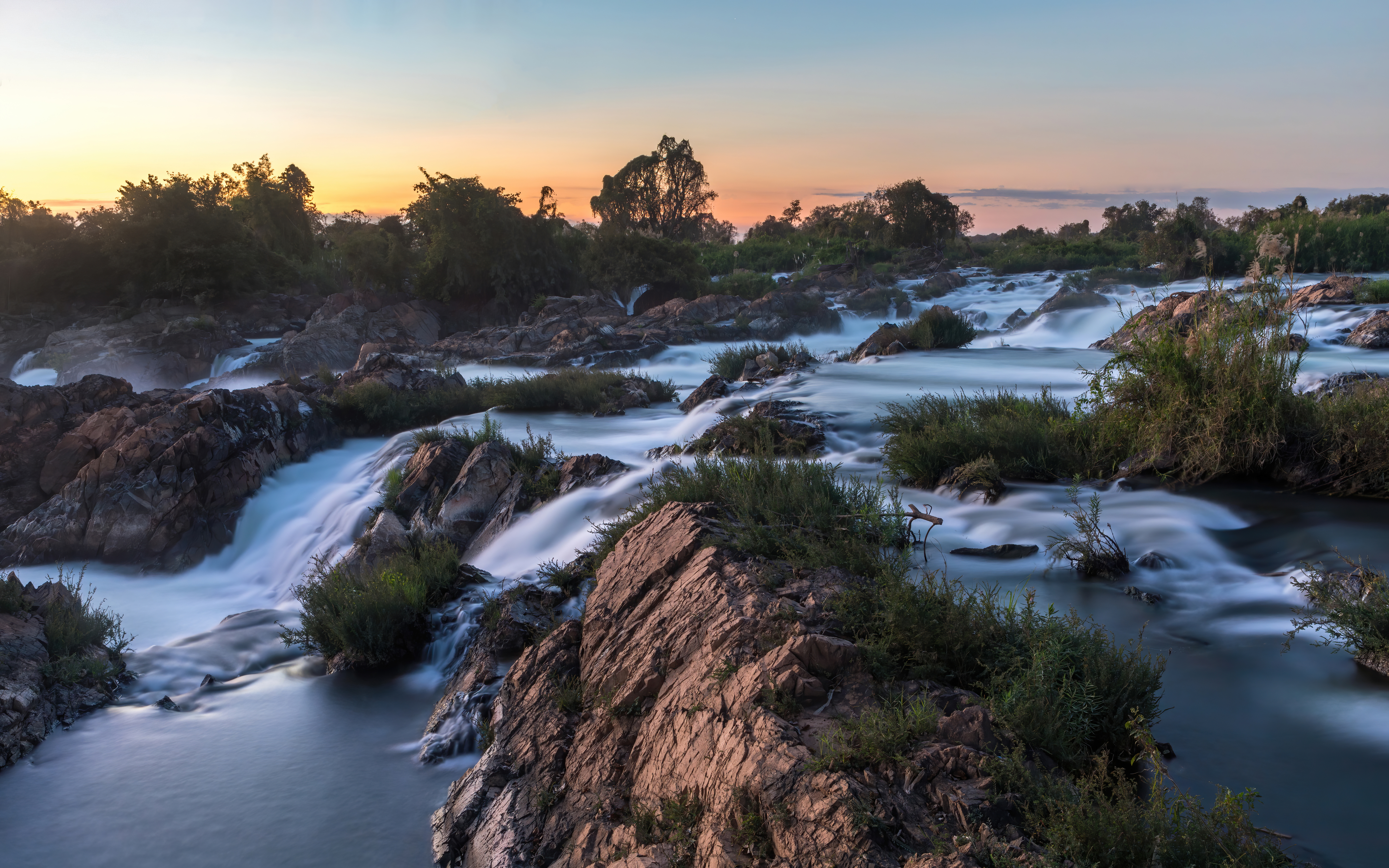
Cascades de Li Phi (chutes de Khone) au crépuscule avec un ciel coloré.
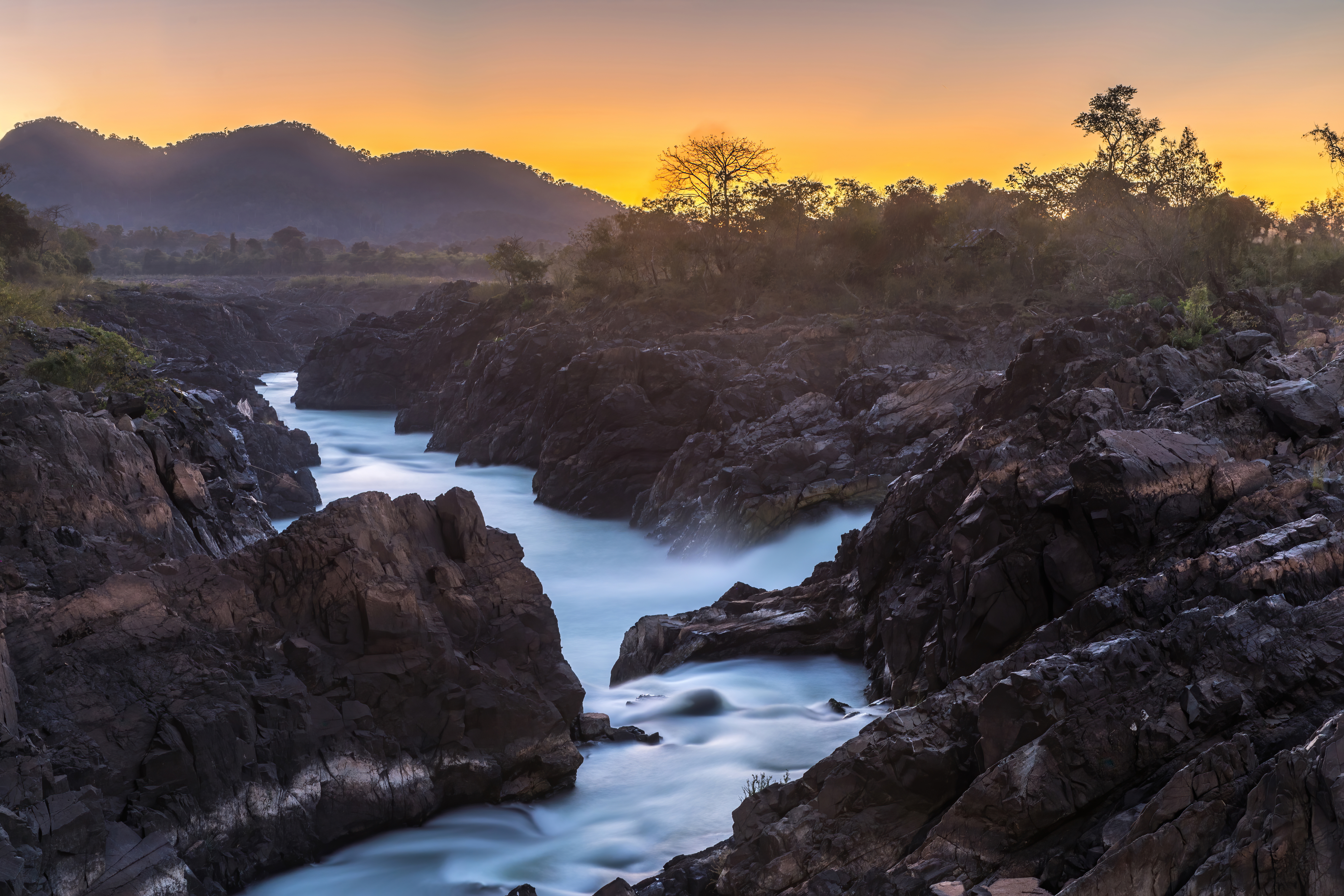
Cascades de Li Phi (chutes de Khone) au crépuscule avec un ciel jaune orangé.
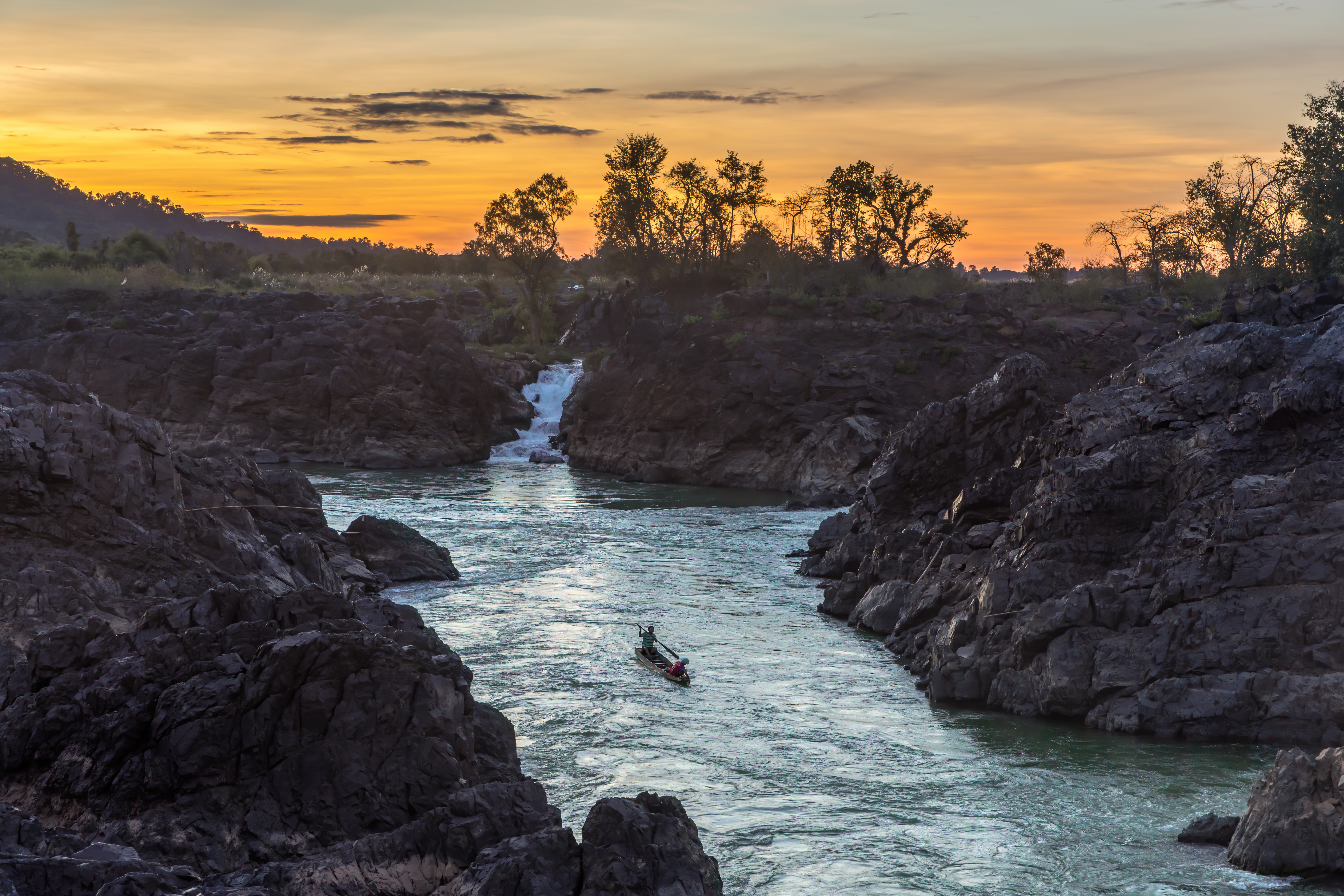
Cascades de Li Phi (chutes de Khone) au crépuscule avec un ciel jaune orangé.
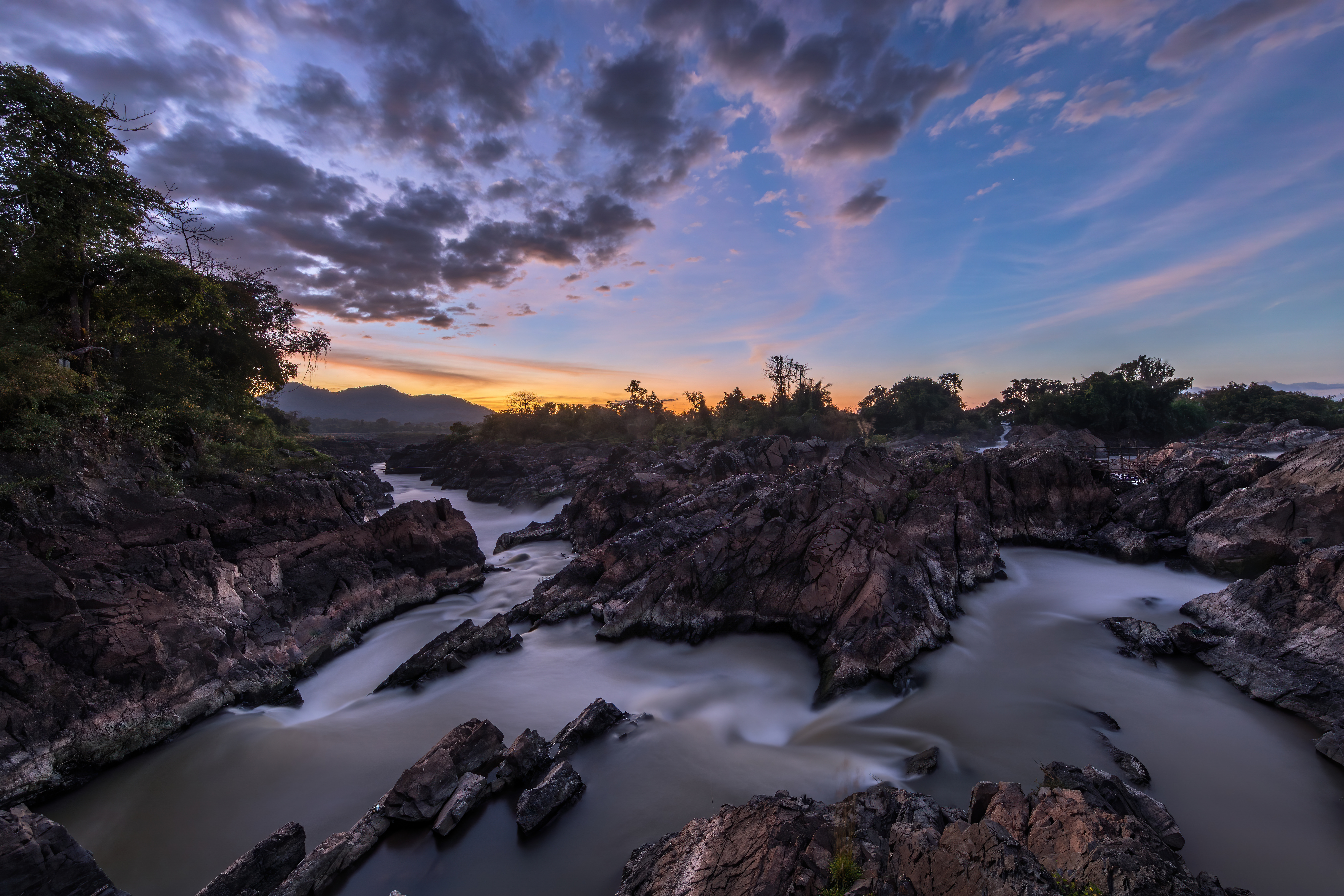
Cascades de Li Phi (chutes de Khone) au crépuscule avec un ciel coloré et des nuages.
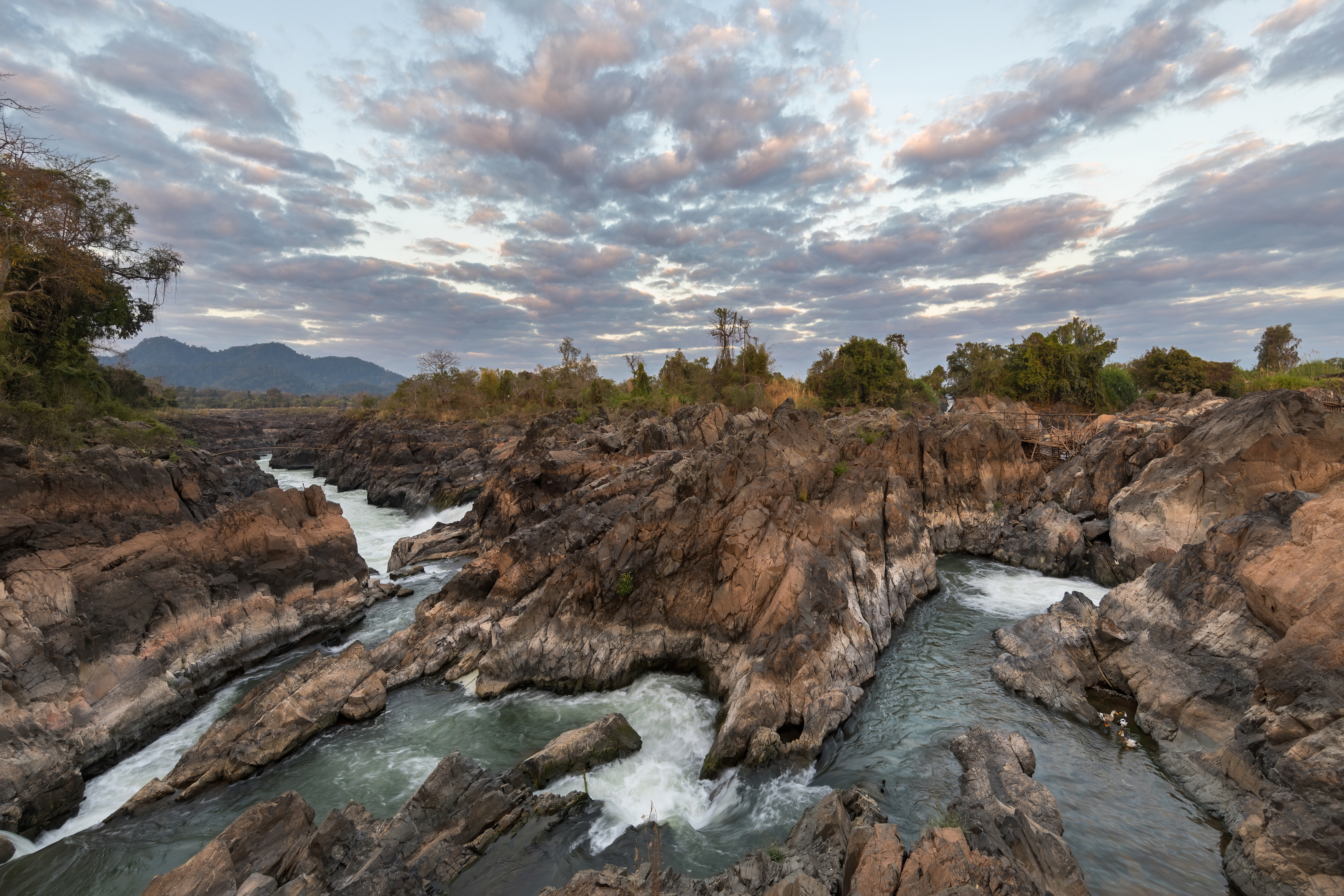
Cascades de Li Phi (chutes de Khone) au lever du soleil avec des nuages colorés.
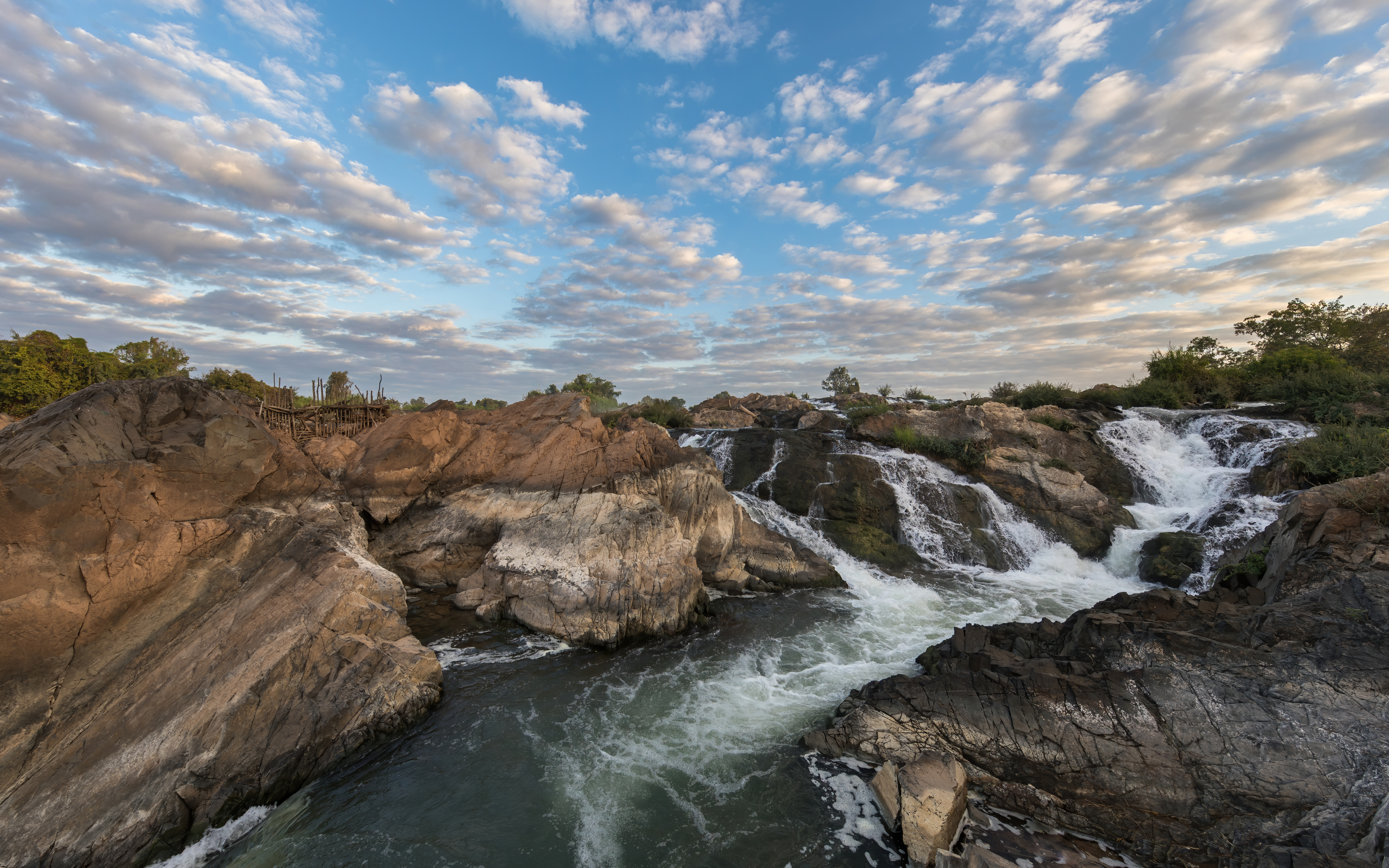
Cascades de Li Phi (chutes de Khone) au lever du soleil avec des nuages blancs et gris.